# The Meaning of Liff

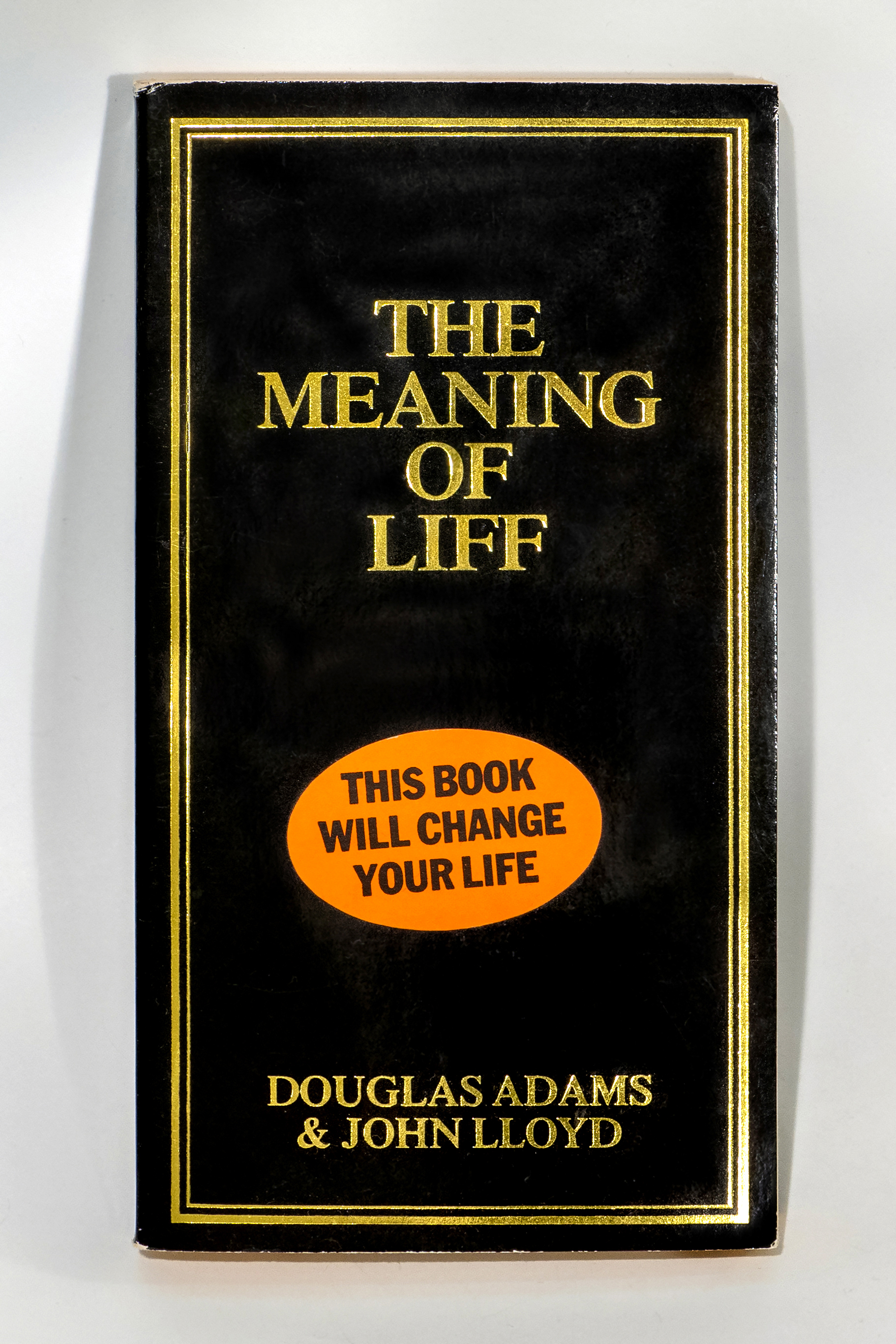
Vorderseite des Buches

The Meaning of Liff (The Deeper Meaning of Liff) ist der Titel eines humoristischen Lexikons aus dem Jahre 1983 von Douglas Adams und John Lloyd, welches eine Auswahl von Ortsnamen enthält, die Zustände, Dinge oder Gefühle definieren, für die es in der englischen Sprache noch keine Bezeichnung gibt/gab. Das Buch wurde im September 1982 während des Aufenthalts der beiden Autoren auf der Insel Korfu geschrieben und erschien 1983 bei Pan Books. Im Titel wird Bezug auf die schottische Ortschaft Liff genommen.

## Rezeption
Das Buch erreichte nicht den Erfolg von Per Anhalter durch die Galaxis, schaffte es aber immerhin auf Platz 4 der Bestsellerliste der Sunday Times und bekam fast ausschließlich gute Kritiken – obwohl die Autoren oft des Plagiats beschuldigt wurden. Der britische Humorist Paul Jennings hatte nämlich bereits in den 50er Jahren in seinem Aufsatz Ware, Wye and Watford dieselbe Idee gehabt. 1990 erschien The Deeper Meaning of Liff, das die Wörtersammlung aus The Meaning of Liff ergänzte und mit Illustrationen ausgestattet war.

## Hintergründe
- In Deutschland erschien 1992 eine Adaption des Buches namens Der tiefere Sinn des Labenz von Sven Böttcher, die die übersetzten Definitionen mit Ortsnamen verbindet, die im deutschsprachigen Raum eine adäquate komische Wirkung haben.
- Nahezu zeitgleich mit The Meaning of Liff erschien auch der Monty-Python-Film Der Sinn des Lebens (engl. The Meaning of Life), der in seiner Titeleinblendung eine kurze Anspielung enthält. Kurz zu sehen ist das "LIFF", bevor ein Blitz den fehlenden Strich zu einem "LIFE" hinzufügt.